# Сергий (Корнеев)
Сергий (в миру Сергей Евгеньевич Корнеев или Карнеев; 22 ноября 1885, село Бобрики, Тульская губерния — 29 ноября 1937, Уфа) — обновленческий митрополит Уфимский, до 1923 года — епископ Русской православной церкви, епископ Яранский, викарий Вятской епархии.

## Биография
Окончил Тульскую духовную семинарию и в 1911 году — Киевскую духовную академию со степенью кандидата богословия с правом на получение степени магистра богословия без новых устных испытаний. Назначен преподавателем гомилетики в Вятскую духовную семинарию.
Год пострижения в монашество неизвестен. В 1918 году рукоположён во иеромонаха. Священствовал в разных церквах города Вятки.
7 января 1922 года Патриархом Тихоном хиротонисан во епископа Яранского, викария Вятской епархии.
С сентября 1922 года временно управлял Вятской епархией.
31 марта 1923 года в Вятку прибыл обновленческий митрополит Евдоким (Мещерский), который убедил епископа Сергия признать обновленческое Высшее Церковное Управление. Уйдя в обновленчество, увлёк за собой много священнослужителей.
В 1923 году был участником первого обновленческого собора (второго по терминологии самих обновленцев), на котором подписал постановление собора о лишении сана и монашества Святейшего Патриарха Тихона.
В 1924 году возведён обновленцами в сан архиепископа.
С 18 июля 1924 года — правящий Пермской обновленческой епархии. Заместитель председателя Уральской областного церковного управления.
27 января 1925 года вошёл в состав Пленума обновленческого Священного Синода.
Присутствовал на втором обновленческом соборе («III Всероссийский Поместный Собор Православной Церкви на территории СССР» 1925 года) с решающим голосом.
5 октября 1926 года утверждён митрополитом Уральской области и правящим Свердловской обновленческой епархией с титулом «Свердловский и Уральский», с оставлением и правящим Пермской епархией.
В марте 1927 года выступил с инициативой создания «сестричеств» при церковно-приходских Советах.
С 5 августа 1936 года — обновленческий митрополит Челябинский.
С 19 сентября 1936 года — обновленческий митрополит Уфимский.
Арестован 1 августа 1937 года. Постановлением тройки НКВД Башкирской АССР от 21 сентября 1937 года приговорён к высшей мере наказания по статьям 58-10, 58-11. Расстрелян 29 ноября 1937 года. Покаяния не приносил.
С 11 февраля 1938 года уволен за штат.
Реабилитирован 4 мая 1960 года.